# Maratón de Roma
El Maratón de Roma en italiano Maratona di Roma,es un maratón de 42 195 metros que desde 1982 se celebra cada año, durante el mes de marzo, recorriendo las calles de la ciudad de Roma, capital de Italia. En dos oportunidades abarcó además el Campeonato Italiano de Maratón (1983 y 1986).
Los poseedores de los actuales récords de tiempo del circuito son el keniata Asbel Rutto, con 2:06:24 en la categoría masculina desde 2024, y la etíope Alemu Megertu, con un tiempo de 2:22:52 en la categoría femenina desde la edición de 2019.

## Historia
La competencia se llevó a cabo por primera vez en 1982, y desde 1995 en su formato actual, con inicio y llegada en los foros imperiales.
Para la edición del año 2000, la carrera se realizó el 1 de enero de ese año, en vez de la habitual fecha del mes de marzo, celebrando la Maratón de Roma del Milenio de la IAAF, contando con el apoyo de Primo Nebiolo y el presidente de la Federación italiana de atletismo Gianni Gola. El punto de inicio de la carrera fue la plaza de San Pedro, la misma contó con una bendición del papa Juan Pablo II y el repiqueteo de las campanas de la basílica de San Pedro marcó el momento de la largada.
La carrera de 2010 se celebró en conmemoración del 50 aniversario de la victoria de Abebe Bikila en la maratón de Juegos Olímpicos de Roma 1960, un momento decisivo en el desarrollo del running competitivo de África Oriental a nivel mundial. El ganador masculino de 2010, Siraj Gena, obtuvo una bonificación de 5000 € por cruzar la línea de meta descalzo en honor al estilo de Abebe Bikila.

## Palamarés
Vencedores y tiempos registrados en las diferentes ediciones del maratón.
Referencias:      Record actual del circuito      Records anteriores del circuito
| Edición | Año  | Vencedor masculino            | Tiempo     | Vencedora femenina    | Tiempo     |
| ------- | ---- | ----------------------------- | ---------- | --------------------- | ---------- |
| 1       | 1995 | Belayneh Tadesse              | 2h 10' 13" | Elena Sipatova        | 2h 37' 46" |
| 2       | 1996 | Moges Taye                    | 2h 12' 03" | Fatuma Roba           | 2h 29' 05" |
| 3       | 1997 | Dube Jillo                    | 2h 13' 08" | Jane Salumae          | 2h 31' 41" |
| 4       | 1998 | Stefano Baldini               | 2h 09' 33" | Franca Fiacconi       | 2h 28' 12" |
| 5       | 1999 | Philip Tanui                  | 2h 09' 56" | Maura Viceconte       | 2h 29' 36" |
| 6       | 2000 | Josephat Kiprono              | 2h 08' 27" | Tegla Loroupe         | 2h 32' 03" |
| 7       | 2001 | Henry Cherono                 | 2h 11' 27" | Maria Guida           | 2h 30' 42" |
| 8       | 2002 | Vincent Kipsos                | 2h 09' 30" | Maria Cocchetti       | 2h 33' 06" |
| 9       | 2003 | Frederick Cherono             | 2h 08' 47" | Gloria Marconi        | 2h 29' 35" |
| 10      | 2004 | Ruggero Pertile               | 2h 10' 12" | Ornella Ferrara       | 2h 27' 49" |
| 11      | 2005 | Alberico Di Cecco             | 2h 08' 02" | Silviya Skvortosova   | 2h 28' 01" |
| 12      | 2006 | David Kipkorir                | 2h 08' 38" | Tetyana Hladyr        | 2h 25' 44" |
| 13      | 2007 | Elias Chelimo Kemboi          | 2h 09' 36" | Souad Ait Salem       | 2h 25' 08" |
| 14      | 2008 | Yego Jonathan Kiptoo          | 2h 09' 57" | Galina Bogomolova     | 2h 22' 53" |
| 15      | 2009 | Benjamin Kiptoo Kolum         | 2h 07' 18" | Firehiwot Dado        | 2h 27' 09" |
| 16      | 2010 | Siraj Gena                    | 2h 08' 39" | Firehiwot Dado        | 2h 25' 28" |
| 17      | 2011 | Chumba Dixon Kiptolo          | 2h 08' 45" | Firehiwot Dado        | 2h 24' 13" |
| 18      | 2012 | Luka Lokobe Kanda             | 2h 08' 04" | Hellen Kimutai        | 2h 31' 11" |
| 19      | 2013 | Getachew Terfa Negari         | 2h 07' 56" | Helena Kirop          | 2h 24' 40" |
| 20      | 2014 | Legese Shume Hailu            | 2h 09' 47" | Geda Ayelu Lemma      | 2h 34' 49" |
| 21      | 2015 | Abebe Negewo Degefa           | 2h 12' 23" | Meseret Kitata Towalk | 2h 30' 25" |
| 22      | 2016 | Amos Kipruto                  | 2h 08' 12" | Tusa Rahma            | 2h 28' 49" |
| 23      | 2017 | Shura Kitata Tola             | 2h 07' 30" | Tusa Rahma            | 2h 27' 23" |
| 24      | 2018 | Cosmas Jairus Kipchoge Birech | 2h 08' 05" | Tusa Rahma            | 2h 23' 46" |
| 25      | 2019 | Tebalu Zawude                 | 2h 08' 37" | Alemu Megertu         | 2h 22' 52" |
| 26      | 2021 | Clement Langat                | 2h 08' 23" | Peris Jerono          | 2h 29' 29" |
| 27      | 2022 | Fikre Bekele                  | 2h 06' 48" | Sechale Dalasa        | 2h 26' 09" |
| 28      | 2023 | Taoufik Allam                 | 2h 07' 43" | Betty Chepkwony       | 2h 23' 02" |
| 29      | 2024 | Asbel Rutto                   | 2h 06' 24" | Ivyne Jeruto          | 2h 24' 36" |
| 30      | 2025 | Robert Ngeno                  | 2h 07' 35" | Betty Chepkwony       | 2h 26' 16" |